# Sava Sogić
Sava Sogić, srbski general, * 24. april 1915, † 2. avgust 1981.

## Življenjepis
Leta 1942 je vstopil v NOVJ in KPJ. Med vojno je bil poveljnik več enot.
Po vojni je bil načelnik vojaškega okrožja Beograd, pomočnik poveljnika za zaledje korpusa,...